# Retrato de Íñigo Melchor Fernández de Velasco
El Retrato de Íñigo Melchor Fernández de Velasco también conocido como El hidalgo sevillano debido a un caso judicial que saltó a los titulares en la década de 1980, es un cuadro pintado por el artista español Bartolomé Esteban Murillo en 1659. Se encuentra en el Museo del Louvre de París desde 1985. 

## Descripción
Se trata de un retrato de cuerpo entero pintado por Bartolomé Esteban Murillo del noble español, Íñigo Melchor Fernández de Velasco, entre 1658 y 1659, cuando era condestable de Castilla, pero antes de ser nombrado gobernador de los Países Bajos españoles en 1668.
La figura está de frente con su espada. Lleva un guante en la mano derecha y un sombrero en la izquierda. El fondo muestra la entrada de un edificio con una columna rodeada por un cortinaje y un paisaje muy neutro y sin rasgos. El cuadro mide 208 cm de alto por 138 cm de ancho. Esta obra es propiedad del Estado francés y está expuesta en el Museo del Louvre, departamento de pinturas. (RF 1985-27).

## Historia

### Origen de la obra
Según la ficha de la obra publicada por el Museo del Louvre, los distintos propietarios reconocidos son: Jane St. Maur Maur Blanche Stanhope, marquesa Conyngham (1833-1907), después Adrian Lesser, marchante de arte, Londres; Percy Moore Turner [1877-1950], marchante de arte, Londres y París; Julius Böhler, marchante de arte, Múnich, 1913; François Kleinberger, marchante de arte, París, 1914; Jacques-Louis-René Barou de la Lombardière de Canson (1958), descendiente del célebre fabricante de papel Canson, 1928, heredado por su hija, Suzanne de Canson (1910-1986) en 1958.

### El caso Canson
En septiembre de 1986, la muerte de Suzanne Barou de la Lombardière de Canson, una de las herederas de la familia Canson y propietaria del cuadro, en circunstancias poco habituales, desencadenó el caso Canson.
Suzanne Canson falleció en un chalet de La Garde (Var), en circunstancias tales que una investigación debió determinar la causa exacta de su muerte, vinculada a malos tratos. Secuestrada y maltratada desde enero de 1986 por Joëlle Pesnel, pintora y antigua propietaria de un club nocturno de Toulon, el Kandice Bar, Suzanne Canson firmó poco antes de su muerte un testamento en el que nombraba a esta mujer como legataria universal. La hermana de Suzanne, Jeanne Deschamps, presentó una denuncia al año siguiente. La investigación reveló una estafa consistente en el robo de su herencia y la venta fraudulenta al Louvre de uno de sus cuadros, conocido en la prensa de la época como Le Gentilhomme sévillan (El hidalgo sevillano), una operación bastante compleja en la que intervino el abogado Paul Lombard, pero por la que fue apartado del caso.
La adquisición del cuadro por el Louvre en una negociación con Joëlle Pesnel llevó a Pierre Rosenberg, entonces director del Departamento de Pinturas del Louvre, a ser acusado de receptación de bienes robados en 1988. Sin embargo, el caso fue sobreseído el 4 de julio de 1990 sin que la familia de Suzanne Canson recurriera, en virtud de un «acuerdo». Según un comunicado de prensa, la familia y la Dirección de Museos de Francia presentaron al Museo un acuerdo bajo los términos: «Los herederos renunciaron a sus reclamaciones y el Louvre aceptó devolver el cuadro a cambio del reembolso del precio de compra, es decir, algo más de cinco millones de francos. Se especificó que el cuadro se devolvería el día en que se estableciera la culpabilidad de Joëlle Pesnel y la condición de heredera de Jeanne Deschamps».
Según un artículo publicado en el diario Libération en 2003, la familia nunca ha recibido indemnización alguna  y el Museo del Louvre consiguió quedarse con la obra tras adquirirla por la suma de 760 000 euros, cantidad supuestamente negociada por debajo de su valor real. Sin embargo, la buena fe de la dirección del museo nunca ha sido puesta en duda por los tribunales franceses.